# Kengo Kotani
Kengo Kotani (小谷 健悟 Kotani Kengo?), född 31 augusti 1992 i Kagoshima prefektur, är en japansk fotbollsspelare.
Kotani började sin karriär 2015 i Giravanz Kitakyushu. Han spelade 21 ligamatcher för klubben.